# 勒内·穆阿瓦德
勒内·穆阿瓦德（阿拉伯语：‎，羅馬化：Rēnēh Muʿawwaḍ；1925年4月17日—1989年11月22日），黎巴嫩政治人物，曾任黎巴嫩第九任总统，上任18天（1989年11月5日至22日）后被不明身份的袭击者暗杀。

## 早年生活和教育
穆阿瓦德出生于1925年，父母是阿尼斯·穆阿瓦德和伊芙琳·沙尔赫布。他在的黎波里的德拉萨勒学校接受教育，之后在圣约瑟夫学院 - 安图拉德斯帕雷斯·拉扎里斯特斯继续中学教育。他在贝鲁特的圣约瑟夫大学就读，并于1947年获得法学学位。随后，他加入了前总理阿卜杜拉·亚菲的律师事务所；之后于1951年在的黎波里开设了自己的律师事务所。

## 议会生涯
1951年，穆阿瓦德首次涉足政坛，当时他竞选国民议会的兹加尔塔选区席位，但未获成功。尽管他落败，但这次选举使他与弗朗吉亚家族结成了重要的联盟。他随后于1957年当选国民议会议员，并于1960年、1964年、1968年和1972年连任，1972年是他当选总统前举行的最后一次议会选举（1975年至1990年爆发的内战导致其间未能举行进一步的选举）。
1952年，穆阿瓦德因参与全国起义而被短暂逮捕并拘留在阿莱，这场起义迫使黎巴嫩独立后首任总统贝沙拉·扈利辞职。他还与库里的继任者卡米耶·夏蒙发生争执，后者暗示可能会修改宪法以延长其1958年到期的六年任期。他流亡叙利亚拉塔基亚。流亡期间，他首次当选国民议会议员。
穆阿瓦德成为夏蒙的继任者福阿德·谢哈卜的坚定支持者。他担任议会法律委员会和财政预算委员会主席。1961年10月31日至1964年2月20日，他在总理拉希德·卡拉米（也是切哈布派）政府中担任邮电部长。后来，在切哈布的继任者夏尔·赫卢担任总统期间，他于1969年1月16日至11月24日再次担任卡拉米政府的公共工程部长。1970年，他支持切哈布派总统候选人和老朋友埃利亚斯·萨尔基斯，对抗他的老盟友苏莱曼·弗朗吉亚。弗朗吉亚以一票之差赢得选举。
1980年10月25日，穆阿瓦德重返内阁，担任总统埃利亚斯·萨尔基斯（1976年接替弗朗吉亚）和总理沙菲克·瓦赞政府的国家教育和美术部长，直到1982年9月24日萨尔基斯任期结束。当年，穆阿瓦德投票支持弗朗吉亚的对手巴希尔·杰马耶勒担任总统，他与苏莱曼·弗朗吉亚的联盟实力受到了严峻考验。尽管弗朗吉亚很生气，但他们的友谊深厚，经受住了考验。

## 选举与暗杀
继《塔伊夫协议》结束内战后，黎巴嫩国民议会于1989年11月5日在黎巴嫩北部的Qoleiat空军基地召开会议，选举穆阿瓦德为黎巴嫩总统。自1988年阿明·杰马耶勒任期届满后，该职位一直空缺。当时国民议会未能选出继任者。1989年11月22日，当选17天后，当他参加完黎巴嫩独立日庆祝活动返回时，一枚250公斤的汽车炸弹在贝鲁特西部的穆阿瓦德车队旁引爆，造成穆阿瓦德和23人死亡。黎巴嫩驻联合国代表Chawki Choweiri说：“这是我们迄今为止经历的多年灾难中的重大灾难。我们可能失去了团结国家的最后机会之一。”
至今，凶手的身份和动机仍有争议。2005年3月14日，其妻纳伊拉·穆阿瓦德参加完反对叙利亚占领的“雪杉革命”游行归来后宣称：“黎巴嫩于3月14日恢复独立，我于3月14日感到我为（我丈夫的）遇刺事件报了仇。”

## 个人生活和遗产
穆阿瓦德是一名以温和观点闻名的马龙派基督徒，他曾给一些公民带来希望，让他们相信黎巴嫩长期内战将会结束。他是阿拉伯世界非暴力、包容和接受他人的典范，他的非对抗文化、解决冲突的能力以及他的勇气使黎巴嫩所有政党都接受他担任总统，以结束战争。穆阿瓦德去世前曾向全国发表讲话：“没有人民的团结，就没有国家或尊严；没有协议，就没有团结；没有和解，就没有协议；没有宽恕和妥协，就没有和解。”他的继任者是埃利亚斯·赫拉维。
1965年，穆阿瓦德与纳伊拉·穆阿瓦德结婚，其妻是穆阿瓦德的老政敌贝沙拉·扈利 (Bechara El Khoury) 的亲戚。尽管穆阿瓦德和纳伊拉家族之间有着历史仇恨，而且纳伊拉比穆阿瓦德小15岁，但这段婚姻显然是幸福的。他们的女儿里玛·穆阿瓦德 (Rima Moawad) 现在是一名律师，毕业于美国哈佛大学，他们的儿子米歇尔·穆阿瓦德（Michel Moawad）也是一名律师和商人，毕业于巴黎索邦大学。
穆阿瓦德的遗孀纳伊拉创立了勒内·穆阿瓦德基金会，以促进对话、和平和社会正义的目标，穆阿瓦德为此献出了一生。纳伊拉·穆阿瓦德于1991年当选国民议会议员。她是反对叙利亚在黎巴嫩驻军的反对党Qornet Shehwan Gathering的成员。2004年，她曾宣布竞选总统，但未选上。
穆阿瓦德的儿子米歇尔于2006年成立了一个名为独立运动的新政党。该运动是反叙利亚Qornet Shehwan Gathering和3月14日联盟的一部分。2005-2009年，该党在黎巴嫩议会兹加尔塔区拥有3名马龙派基督教议员：纳伊拉·穆阿瓦德、Jawad Simon Boulos和Samir Frangieh。

## 纪念碑

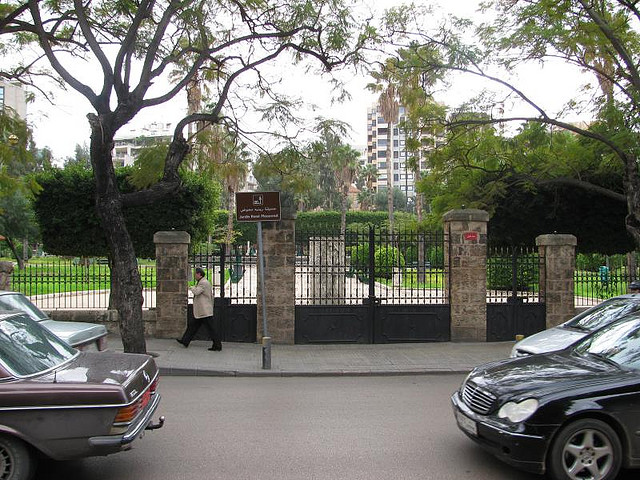
勒内·莫阿瓦德花园，贝鲁特

勒内·穆阿瓦德花园最初名为哈米迪公共花园，几十年来被公众称为萨纳耶花园，该花园建于20世纪的第一个十年。勒内·穆阿瓦德总统在花园附近遇刺后，花园改名以纪念他。